# Adialytus fuscicornis
Adialytus fuscicornis är en stekelart som först beskrevs av William Harris Ashmead 1891.  Adialytus fuscicornis ingår i släktet Adialytus och familjen bracksteklar. Inga underarter finns listade i Catalogue of Life.